# Janežovci
Janežovci este o localitate din comuna Destrnik, Slovenia, cu o populație de 108 locuitori.